# Penaeopsis eduardoi
Penaeopsis eduardoi är en kräftdjursart som beskrevs av Pérez Farfante 1977. Penaeopsis eduardoi ingår i släktet Penaeopsis och familjen Penaeidae. Inga underarter finns listade i Catalogue of Life.